# Ewald Georg von Massow
Ewald Georg von Massow (* 1. April 1754 in Brieg, Herzogtum Brieg; † 30. Juli 1820 in Görlitz) war ein preußischer Staatsminister und Oberlandeshauptmann für Schlesien.

## Leben

### Herkunft
Ewald Georg von Massow entstammt einem von Niedersachsen nach Pommern eingewandertem Adelsgeschlecht. Sein Vater war der Kriegs- und Domänenrat Christlieb von Massow (* 1717 in Stolp (Pommern); † 1760); seine Mutter Maria Magdalena von Massow (* 1725; † 1795) war eine Tochter des Kammerdirektors Christian von Busse, sie starb mit 70 Jahren als frühere Grundherrin der Neuguther Güter. Sein Bruder Hans Christlieb von Massow (* 1750; † 1824) war ein preußischer Major und lebte ab 1798 als Offizier a. D. in Liegnitz, Erbherr auf Brieg, Heinzendorf, Herbersdorf, Neudorf und Neuguth im Kreis Glogau. Seine Schwester Marie Charlotte Elisabeth (* 8. Mai 1756 in Brieg; † 9. Januar 1836 in Ober-Schüttlau) war die Witwe des Generals Karl Wolfgang von Frankenberg und Ludwigsdorf. Seine zweite Schwester Friederika Wilhelmina Dominica (* 1759; † 1831) war verheiratet mit dem Landrat Carl Ludwig Ewald von Massow (* 2. Oktober 1748; † 14. August 1808).

### Werdegang
Ewald Georg von Massow besuchte von 1765 bis 1769 die Realschule in Berlin und begann im April 1769 ein Studium an der Brandenburgischen Universität Frankfurt. Am 18. Oktober 1771 wechselte er zur Universität Leipzig. Nach Beendigung des Studiums wurde er am 5. Dezember 1772 als Referendar bei der Kriegs- und Domänenkammer in Glogau (Schlesien) angenommen. Am 1. Februar 1778 erfolgte auf Vorschlag des schlesischen Provinzialchefs Karl Georg von Hoym die Bestätigung zum Kriegs- und Domänenrat durch Friedrich II. Dieser teilte allerdings Minister von Hoym mit. „Ich muss Euch aber dabey zugleich sagen, daß Ihr nicht so viel Edelleute aus Pommern zu die Cammern hinziehen sollet; denn Ich will lieber haben, daß sie in der Armee dienen sollen, bei den Cammern könnet Ihr wohl Bürgers Leute nehmen.“ Im Bayerischen Erbfolgekrieg bearbeitete er unter der Leitung des Finanzrates Johann Rembert Rode (* 12. Juli 1724 in Soest; † 14. Mai 1781 in Berlin) die Marsch- und Verpflegungsangelegenheiten der Truppen im Glogauer Department. In gleicher Weise wurde er 1790 noch einmal tätig.
Im Herbst 1789 wurde er nach Berlin gesandt, um in der Kanton-Revisions-Kommission zu beraten, die u. a. über die Befreiung bzw. Rückstellung vom Wehrdienst zu entscheiden hatte. In dieser Funktion fiel er dem Minister Karl Georg von Hoym wiederum positiv auf. Am 12. August 1790 wurde Ewald Georg von Massow zum Geheimen Kriegsrat befördert. Drei Jahre später erfolgte im Juni 1793 die Ernennung zum zweiten Direktor der Kriegs- und Domäne-Kammer in Glogau. Sein Vorgänger Carl Wilhelm von Bismarck (* 11. Februar 1740 in Döbbelin; † 9. März 1812 in Breslau) wurde erster Direktor. Im Februar 1798 folgte er Carl Wilhelm von Bismarck als erster Direktor. Seit dem 4. Februar 1804 war er in der Stellung des Vizepräsidenten in Glogau mit dem Prädikat Finanzrat tätig; 1807 erfolgte die Ernennung zum General-Zivilkommissar von Schlesien und am 15. Oktober 1811 wurde er zum Oberlandeshauptmann für Schlesien befördert. Im April 1813 wurde er als Königlich-Preußischer Staatsminister in den Ruhestand verabschiedet und lebte anschließend auf seinen Gütern als Partikulier. 1820 verstarb er auf einer Reise nach Karlsbad (Tschechien) in Görlitz.
1776 erfolgte sein Beitritt zur Freimaurerei. Dort übte er das Amt des zweiten deputierten Obermeisters aus.

## Familie
1782 heiratete Ewald Georg von Massow Henriette Eleonore Beate geb. von Axleben-Magnus (* 1763; † 1811). Gemeinsam hatten sie einen Sohn, Carl Georg Heinrich Ewald von Massow (* 1783; † 1845); dieser ging als Geheimer Regierungsrat 1842 in den Ruhestand.

## Auszeichnungen
1809 erhielt Ewald Georg von Massow den Roten Adlerorden.